# Hormurus tagula
Espèce
Hormurus tagula est une espèce de scorpions de la famille des Hormuridae.

## Distribution
Cette espèce est endémique de l'archipel des Louisiades dans la province de Baie Milne en Papouasie-Nouvelle-Guinée. Elle se rencontre sur Tagula vers Araetha.

## Description
Le mâle holotype mesure 52,00 mm et la femelle paratype 57,00 mm.

## Systématique et taxinomie
Cette espèce a été décrite par Monod et Prendini en 2023.

## Étymologie
Son nom d'espèce lui a été donné en référence au lieu de sa découverte, Tagula.

## Publication originale
- Monod, Lehmann-Graber, Austin, Iova & Prendini, 2023 : « Atlas of Australasian hormurid scorpions. I. The genus Hormurus Thorell, 1876 in Papua New Guinea. Exceptional morphological diversity in male and female copulatory structures suggests genital coevolution. » Revue Suisse de Zoologie, vol. 130, Suppl., p. 1-243 (texte intégral).